# Vulpes vulpes vulpes
Vulpes vulpes vulpes es una subespecie de  mamíferos carnívoros  de la familia Canidae.

## Distribución geográfica
Se encuentra en Escandinavia